# Bellechasse (Bas-Canada)
Pour l’article homonyme, voir Bellechasse (homonymie).
Bellechasse (désigné Hertford jusqu'en 1829) est un district électoral de la Chambre d'assemblée du Bas-Canada ayant existé de 1792 à 1838.

## Histoire
Son territoire correspond à la rive sud du fleuve Saint-Laurent de Beaumont à la limite de Montmagny. Bellechasse est l'un des 27 districts électoraux instaurés lors de la création du Bas-Canada par l'Acte constitutionnel de 1791. Il s'agit d'un district représenté conjointement par deux députés, parfois d’allégeance différente. En 1829, le district de Hertford est francisé Bellechasse. Il est suspendu de 1838 à 1841 en raison de la Rébellion des Patriotes. À partir de 1841, le district est conservé au sein du Parlement de la province du Canada.

## Liste des députés

### Siègeno1
| Années | Années      | Député                 | Parti    |
| ------ | ----------- | ---------------------- | -------- |
|        | 1792 - 1796 | Louis Dunière          | Canadien |
|        | 1796 - 1800 | Louis-François Dunière | Canadien |
|        | 1800 - 1804 | Michel Tellier         | Canadien |
|        | 1804 - 1808 | Louis Turgeon          | Canadien |
|        | 1808 - 1809 | Louis Turgeon          | Canadien |
|        | 1809 - 1810 | François Blanchet      | Canadien |
|        | 1810 - 1814 | François Blanchet      | Canadien |
|        | 1814 - 1816 | François Blanchet      | Canadien |
|        | 1816 - 1818 | Louis Turgeon          | Canadien |
|        | 1818 - 1820 | François Blanchet      | Canadien |
|        | 1820 - 1820 | François Blanchet      | Canadien |
|        | 1820 - 1824 | François Blanchet      | Canadien |
|        | 1824 - 1827 | François Blanchet      | Canadien |
|        | 1827 - 1830 | François Blanchet      | Patriote |
|        | 1830 - 1833 | Augustin-Norbert Morin | Patriote |
|        | 1834 - 1834 | Augustin-Norbert Morin | Patriote |
|        | 1834 - 1838 | Augustin-Norbert Morin | Patriote |

### Siègeno2
| Années | Années      | Député               | Parti       |
| ------ | ----------- | -------------------- | ----------- |
|        | 1792 - 1796 | Pierre Marcoux       | Canadien    |
|        | 1796 - 1800 | Félix Têtu           | Canadien    |
|        | 1800 - 1804 | Louis Blais          | Canadien    |
|        | 1804 - 1808 | Étienne-Ferréol Roy  | Canadien    |
|        | 1808 - 1809 | Étienne-Ferréol Roy  | Canadien    |
|        | 1809 - 1810 | Étienne-Ferréol Roy  | Canadien    |
|        | 1810 - 1814 | Étienne-Ferréol Roy  | Canadien    |
|        | 1814 - 1816 | Étienne-Ferréol Roy  | Canadien    |
|        | 1816 - 1820 | Étienne-Ferréol Roy  | Canadien    |
|        | 1820 - 1820 | François-Xavier Paré | Indépendant |
|        | 1820 - 1824 | François-Xavier Paré | Indépendant |
|        | 1824 - 1827 | Nicolas Boissonnault | Canadien    |
|        | 1827 - 1830 | Nicolas Boissonnault | Patriote    |
|        | 1830 - 1834 | Nicolas Boissonnault | Patriote    |
|        | 1834 - 1838 | Nicolas Boissonnault | Patriote    |